# Rue du Niger
La rue du Niger est une voie située dans le quartier du Bel-Air du 12e arrondissement de Paris.

## Situation et accès

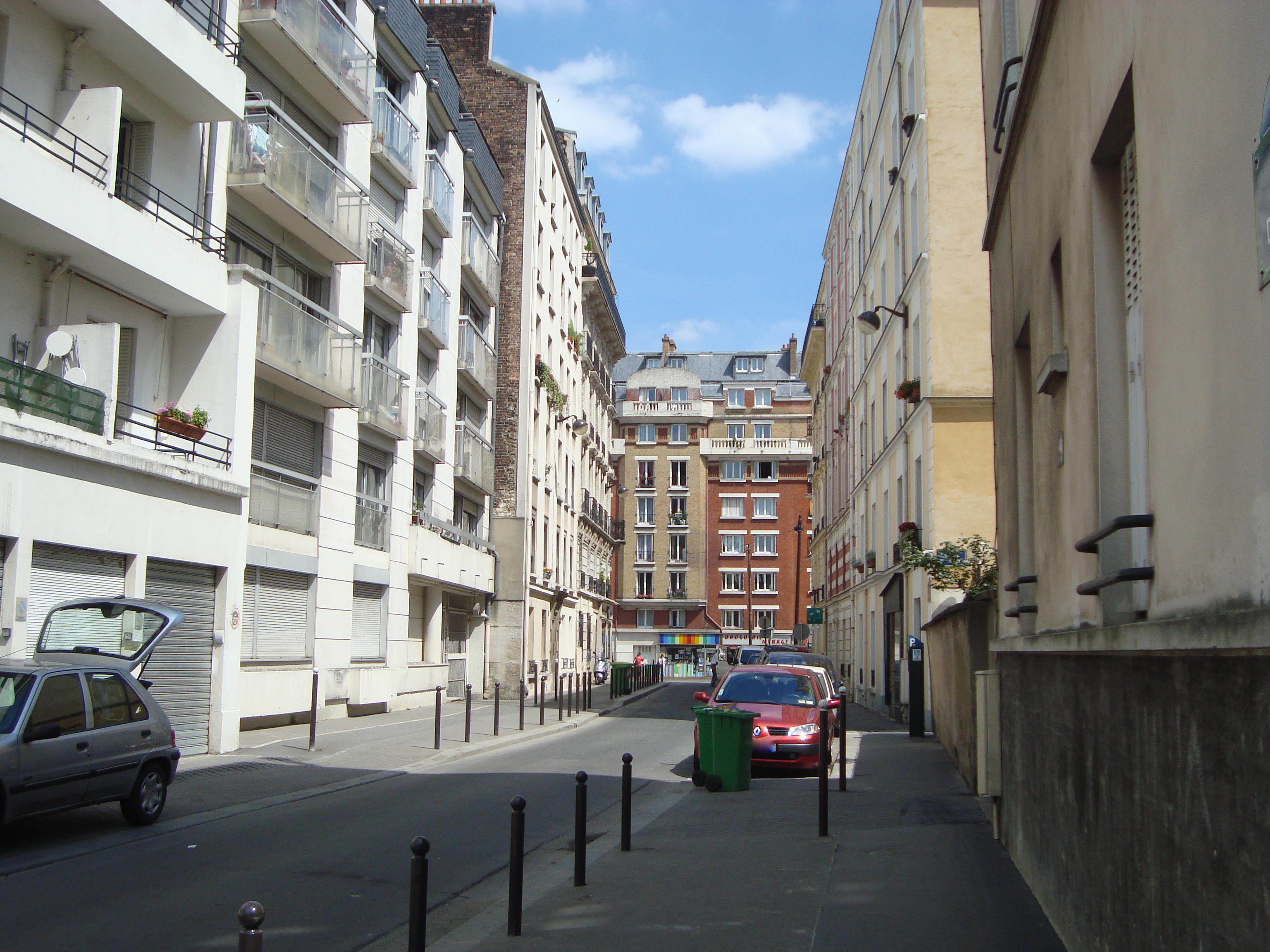
La partie est de la rue débouchant sur le boulevard Soult.

Située dans le quartier du Bel-Air, au niveau de la porte de Saint-Mandé, la rue du Niger est une petite rue reliant le boulevard Soult à l’avenue de Saint-Mandé. Vu l'absence de pont, la ligne de chemin de fer de Petite Ceinture la sectionne par le milieu en deux portions discontinues.
La numérotation des bâtiments débute au sud de la rue du Niger ; les numéros impairs 1 et 35 et pairs 2 à 24 sont utilisés. La rue du Niger rencontre les voies suivantes, dans l'ordre des numéros croissants :
- sentier des Merisiers, la plus étroite rue de Paris ;
- villa du Bel-Air ;
- rue des Marguettes.

La rue du Niger est accessible par la ligne 3a du tramway aux arrêts Alexandra David-Néel et Montempoivre, ainsi que par la ligne de métro 1 à la station Porte de Vincennes.

## Origine du nom
Elle porte le nom du fleuve africain Niger à un moment de l'expansion de l'Empire colonial français.

## Historique
La rue est déjà présente sur le plan de Roussel datant de 1730. 
Sur les plans cadastraux de 1813, elle se nomme « chemin des Charbonniers » puis, par la suite, rue Neuve Mongenot et « rue Mongenot », nom qui sera conservé pour la rue la prolongeant au-delà dans son axe sur la commune de Saint-Mandé. Elle prend le nom de rue du Niger en 1884.